# Mont Huntington (Alaska)
El Mont Huntington, amb 3.731 msnm, és una piràmide de roca i gel que s'alça a la part central de la serralada d'Alaska. Es troba a 13 km al sud-est del Mont McKinley i uns 10 km a l'est del Mont Hunter. Tot i la que la seva alçada és molt inferior respecte a la dels seus veïns, els seus forts desnivells per totes les vessants (uns 1.500 m en poc més d'1,6 km) fan d'ell un atractiu cim pels escaladors més tècnics.
La primera ascensió es va fer el 1964 per un grup en què hi havia, entre d'altres, el conegut escalador francès Lionel Terray, que va seguir la cara nord-oest. A aquesta via se l'anomenà la via francesa. La segona ascensió va tenir lloc l'any següent, per la cara oest i fou narrada per l'escalador David Roberts al llibre The Mountain of My Fear. La muntanya és accessible tant pel costat nord de la muntanya, per la glacera de Ruth, com pel vessant sud, per la glacera Tokositna.

## Principals ascensions
- 1964 French Ridge Lionel Terray et al.
- 1965 Harvard Route (VI 5.9 A2 70-grau de gel) per David Roberts, Ed Bernd, Don Jensen, Matt Hale.[2]
- 1978 North Face Jack Roberts i Simon McCartney, fent cim el 6 de juliol de 1978.[3]
- 1978 Southeast Spur Joseph Kaelin, Kent Meneghin, Glenn Randall i Angus M. Thuermer, Jr., fent cim el 9 de juliol de 1978.[4]
- 1989 Nettle-Quirk Route primera ascensió per Dave Nettle i James Quirk, fent cim el 24 de maig de 1989.[5]